# قيادة الحلفاء البرية
قالب:SHAPE commands قيادة الحلفاء البرية (LANDCOM) هي المقر الدائم لقوات الناتو البرية التي قد يتم تعيينها حسب الضرورة. القائد LANDCOM هو مستشار الحرب البرية الرئيسي للتحالف. عند توجيهه من قبل القائد الأعلى للحلفاء في أوروبا، فإنه يوفر جوهر المقر المسؤول عن إدارة العمليات البرية. مقر القيادة في Şirinyer (بوكا)، ازمير في تركيا.

## التاريخ
لدى الناتو مقر في إزمير منذ عقود. في البداية كانت المنظمة هناك قوات الحلفاء البرية جنوب شرق أوروبا (LANDSOUTHEAST)، المسؤولة عن قوات الحلفاء جنوب أوروبا في نابولي. تحت هذه القيادة، ومقرها في أزمير بمساعدة مركز القيادة المتقدمة ثيسالونيكي، سيكون معظم الجيوش اليونانية والتركية في حالة الحرب. كان LANDSOUTHEAST تحت قيادة ملازم في الجيش الأمريكي:
- الفريق ويلارد ج. ويمان (1952–54)
- الفريق بول و. كيندال (1954-1955)
- اللفتنانت جنرال جورج ويندل ريد الابن (1955-1957)
- الفريق بول بول هاركينز (1957-1960)

## وظيفة
قالب:Allied Command Operations
Liaison:          Provides advice and support to the NAC